# Vynnyky
Výnnyky (en ucraniano: Ви́нники) es una ciudad de Ucrania, constituida administrativamente como una pedanía de la ciudad de Leópolis en la óblast de Leópolis. Cuenta con una población de 19 037 habitantes.

## Historia

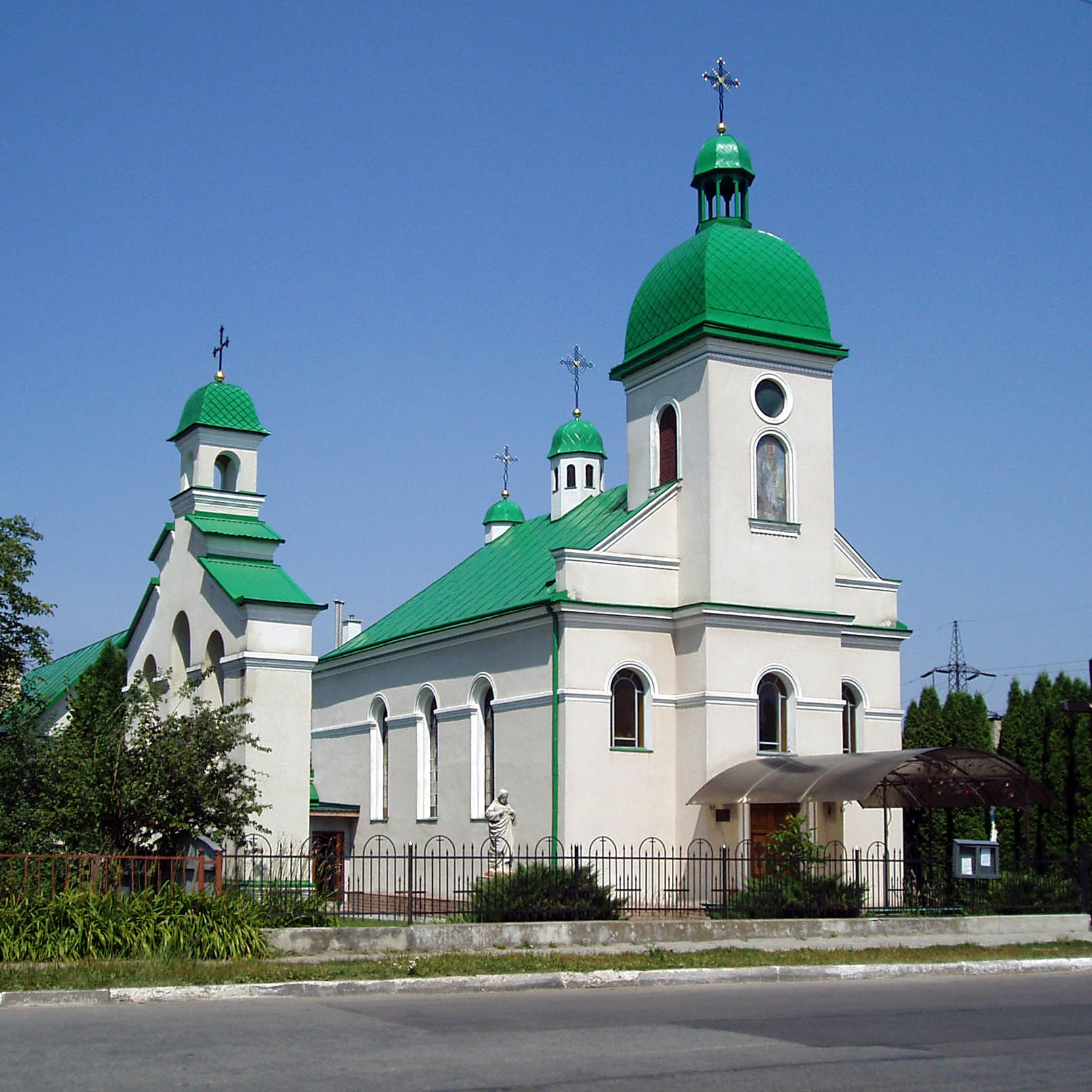
Iglesia de la Natividad de San Juan Bautista en Vynnyky

Desde mediados del siglo XIV hasta las Particiones de Polonia, Vynnyky, llamada en polaco Winniki, perteneció Voivodato de Rutenia, en el Reino de Polonia. Entre 1772 y 1918 fue parte de Galitzia (Galicia de los Cárpatos), y en el periodo de entreguerras la ciudad volvió a formar parte de Polonia.
En 1925 la población de la ciudad ascendía a alrededor de 6000 personas, de los cuales 3300 eran polacos, 2150 eran rutenos, 350 judíos y 200 alemanes. 

## Economía
A finales del siglo XVIII, Vynnyky se convierte en un centro de producción de tabaco. Esta actividad se ha mantenido desde entonces como su principal fuente de ingresos. En 1779 se puso en marcha la Lvivska Tyutyunova Fabryka, una tabacalera que durante el siglo XIX llegó a emplear a 1000 personas.

## Ciudades hermanadas
- Dębica (Polonia)[2]